# Thallarcha leptographa
Thallarcha leptographa är en fjärilsart som beskrevs av Turner 1899. Thallarcha leptographa ingår i släktet Thallarcha och familjen björnspinnare. Inga underarter finns listade i Catalogue of Life.